# کارل-هاینتس دانیلوفسکی
کارل-هاینتس دانیلوفسکی (انگلیسی: Karl-Heinz Danielowski؛ زادهٔ ۳۱ مارس ۱۹۴۰) قایقران روئینگ اهل آلمان شرقی بود.
وی در مسابقات کشوری و بین‌المللی در مجموع برندهٔ ۳ مدال طلا، ۱ مدال نقره شده‌است.